# La Vigne Cyclecar
La Vigne Cyclecar ist ein Personenkraftwagen. Hersteller war die JPL Cyclecar Company aus den USA. Das Fahrzeug wurde auch JPL Cyclecar genannt.

## Beschreibung
Das Fahrzeug wurde zwar Cyclecar genannt, allerdings erfüllte es das Hubraum-Kriterium nicht. Bauzeit war von 1913 bis 1914.
Der luftgekühlte Vierzylindermotor hat 2,625 Zoll (66,675 mm) Bohrung und 4 Zoll (101,6 mm) Hub. Das ergibt 1419 cm³ Hubraum. Er leistet 15 PS. Der Motor und das Zweiganggetriebe haben ein gemeinsames Gehäuse.
Der Frontmotor treibt über eine Kardanwelle die Hinterachse an. Das Fahrgestell hat 2438 mm Radstand und 1270 mm Spurweite. Zur Wahl standen Roadster und Cabriolet, jeweils mit zwei Sitzen. Das Leergewicht lag zwischen 272 kg und 295 kg. Die Neupreise betrugen 425 bzw. 650 US-Dollar.